# Novi opći katalog
Novi opći katalog (eng. New General Catalogue, kratica NGC) je katalog objekata dalekog svemira koji je krajem 1888. sastavio astronom John L. E. Dreyer. NGC sadrži 7840 objekata dalekog svemira svih vrsta. On se proširuje na katalogiziranje djela Williama i Caroline Herschel, te Općeg kataloga maglica i zvijezda Johna Herschela. Uključuje sve vrste objekata iz svemira, uključujući galaksije, zvjezdane nakupine, emisijske maglice i apsorpcijske maglice. Dreyer je također objavio 18 dodataka NGC-u 1895. i 1908., poznat pod nazivom Indeksni katalog, opisujući daljnjih 5.386 astronomskih objekata.
Objekti na nebu južne hemisfere katalogizirani su nešto manje temeljito, ali mnoge su promatrali John Herschel ili James Dunlop. NGC je imao mnogo pogrešaka, ali pokušaj njihovog uklanjanja pokrenut je 1993. godine projektom NGC / IC, nakon djelomičnih pokušaja Jacka W. Sulentića i Williama G. Tiffta iz 1973. i NGC2000,0 s Revidiranim novim općim katalogom (RNGC) autora Roger W. Sinnotta iz 1988. godine.
Revidirani Novi opći katalog i Indeksni katalog (skraćeno RNGC / IC) sastavio je 2009. godine Wolfgang Steinicke.

## Galerija nekih NGC objekata
- Ha i Xi (NGC 869 i NGC 884)
- NGC 6633
- NGC 5466
- NGC 6960
- NGC 7000 ili maglica Sjeverna Amerika
- Maglica Rozeta
- NGC 3242 ili Duh Jupitera
- NGC 6543 ili Mačje oko
- NGC 7293
- NGC 2392 ili maglica Eskimo

## Poveznice
- Popis NGC objekata
- Katalozi objekata dalekog svemira
- Messierov katalog
- Indeksni katalog (Index Catalogues)
- Caldwellov katalog
- Uppsala General Catalogue of Galaxies UGC
- MCG (Morphological Catalogue of Galaxies)
- Catalogue of Galaxies and Clusters of Galaxies CGCG, ZWG
- Katalog glavnih galaksija (Principal Galaxies Catalogue) PGC
- FGC
- Europski južni opservatorij ESO
- Opći katalog maglica i skupova (General Catalogue of Nebulae and Clusters) GCL
- IRAS
- VizieR
- Bossov Opći katalog
- Revidirani Novi opći katalog (RNGC)
- Arp
- KUG
- Katalog Herschel 400
- Revidirani Indeksni katalog (RIC)
- VV

## Vanjske poveznice
- Stranice profesora astronomije Courtneya Seligmana, s poveznicama na Astronomske stranice Wolfganga Steinickea: Otkrivatelji objekata Novog općeg i Indeksnog kataloga (eng.)